# 里奥蓬巴
里奥蓬巴是巴西米纳斯吉拉斯州的一个市镇。总面积251.76平方公里，总人口16715人，人口密度66.4人/平方公里。